# Fanjakana (Fianarantsoa II)
Pour les articles homonymes, voir Fanjakana.
Fanjakana est une commune rurale malgache située dans la partie nord de la région de la Haute Matsiatra.